# Silvana (település)
Silvana az Amerikai Egyesült Államok északnyugati részén, Washington állam Snohomish megyéjében elhelyezkedő település.
Silvana önkormányzattal nem rendelkező, úgynevezett statisztikai település; a Népszámlálási Hivatal nyilvántartásában szerepel, de közigazgatási feladatait Snohomish megye látja el. A 2010. évi népszámlálási adatok alapján 90 lakosa van.

## Népesség
A település népességének változása:

| 2010 | 90 |
| 2020 | 97 |

## Nevezetes személy
- Nels Bruseth, erdész és író[4]

## Fordítás
- Ez a szócikk részben vagy egészben  a   Silvana, Washington című angol Wikipédia-szócikk ezen változatának fordításán alapul.  Az eredeti cikk szerkesztőit annak laptörténete sorolja fel. Ez a jelzés csupán a megfogalmazás eredetét és a szerzői jogokat jelzi, nem szolgál a cikkben szereplő információk forrásmegjelöléseként.